# Liste der Wappen im Landkreis Rotenburg (Wümme)
Diese Liste beinhaltet alle in der Wikipedia gezeigten Wappen des Landkreises Rotenburg (Niedersachsen).

## Landkreis Rotenburg

Wappen des Landkreises Rotenburg (Details)
Lage der Landkreis Rotenburg in Niedersachsen

### Samtgemeinden

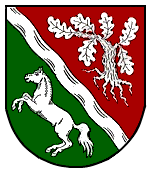
Samtgemeinde Bothel (Details)
Samtgemeinde Fintel (Details)
Samtgemeinde Geestequelle (Details)
Samtgemeinde Selsingen (Details)
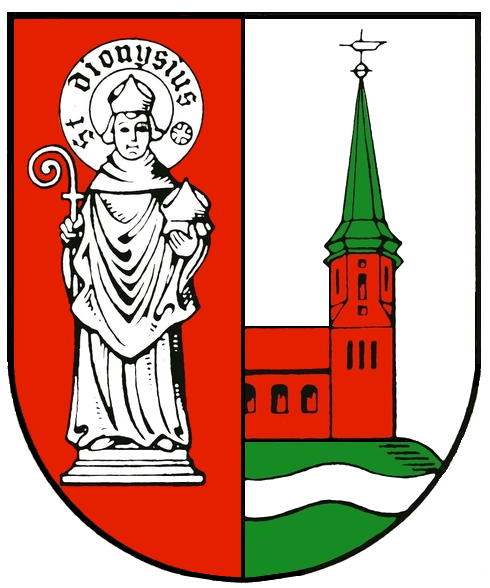
Samtgemeinde Sittensen
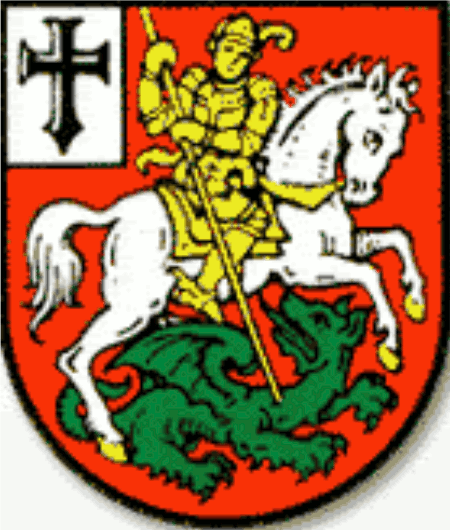
Samtgemeinde Sottrum (Details) (verwendet das Wappen der Gemeinde Sottrum)
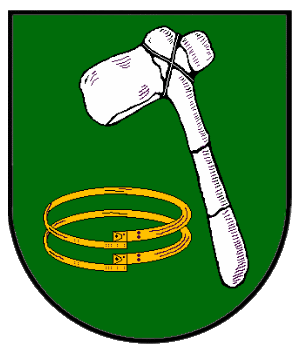
Samtgemeinde Tarmstedt
Samtgemeinde Zeven (Details)

### Städte und Gemeinden des Landkreises Rotenburg

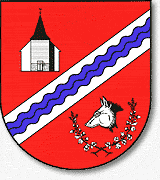
Gemeinde Ahausen (Details)
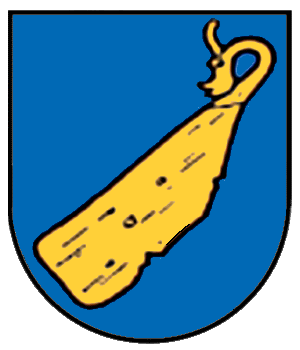
Gemeinde Alfstedt (Details)
Gemeinde Anderlingen
Gemeinde Basdahl (Details)
Gemeinde Bötersen (Details)
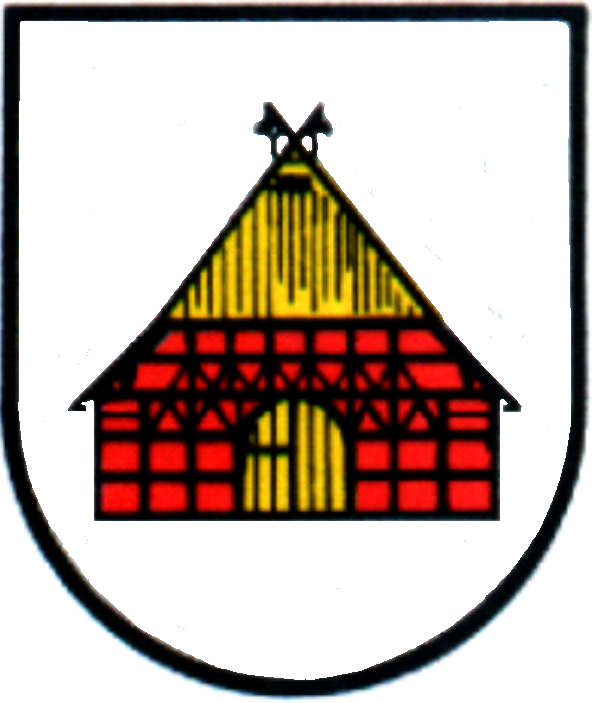
Gemeinde Bothel
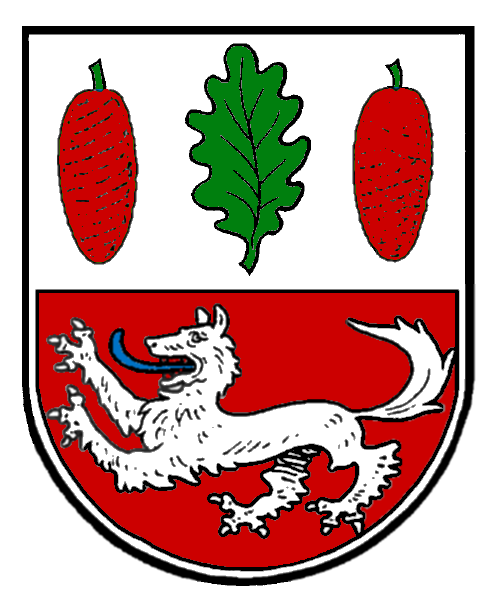
Gemeinde Breddorf
Stadt Bremervörde (Details)
Gemeinde Bülstedt (Details)
Gemeinde Deinstedt (Details)
Gemeinde Ebersdorf (Details)
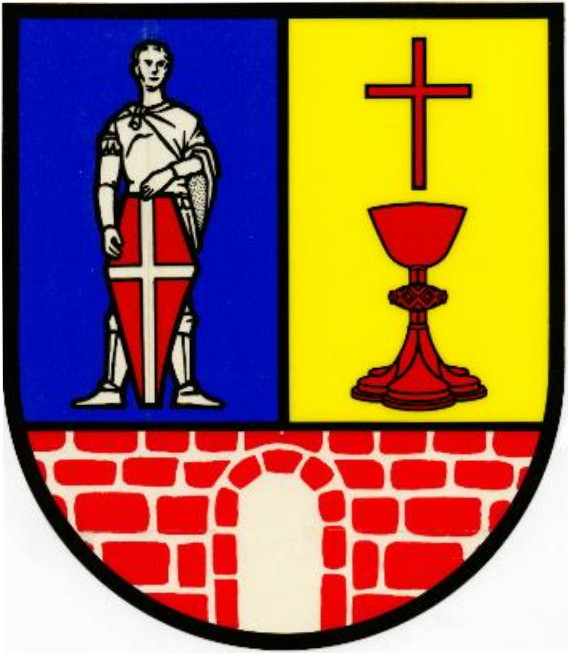
Gemeinde Elsdorf (Details)
Gemeinde Farven (Details)
Gemeinde Fintel (Details)
Gemeinde Gnarrenburg (Details)
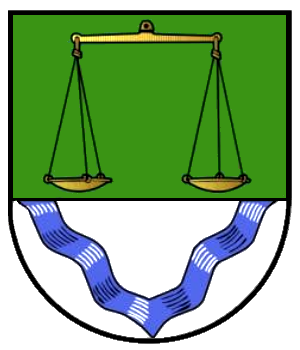
Gemeinde Groß Meckelsen (Details)
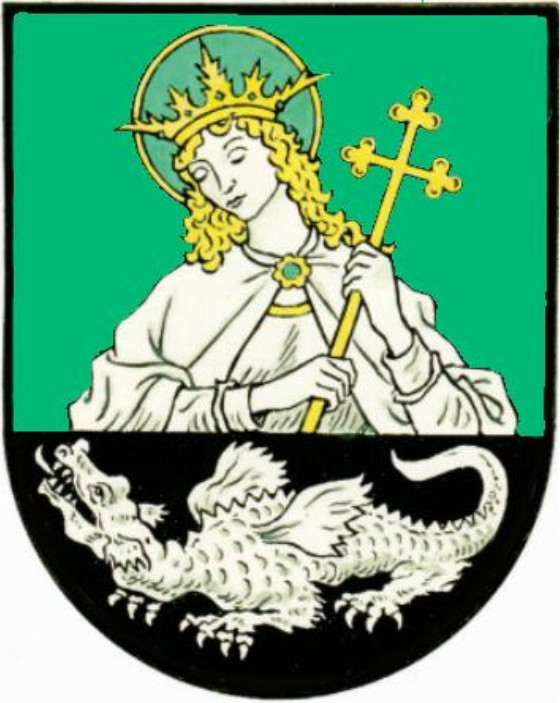
Gemeinde Gyhum
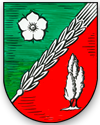
Gemeinde Hamersen (Details)
Gemeinde Hassendorf (Details)
Gemeinde Heeslingen (Details)
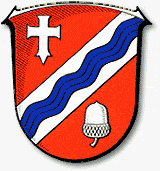
Gemeinde Hellwege (Details)
Helvesiek
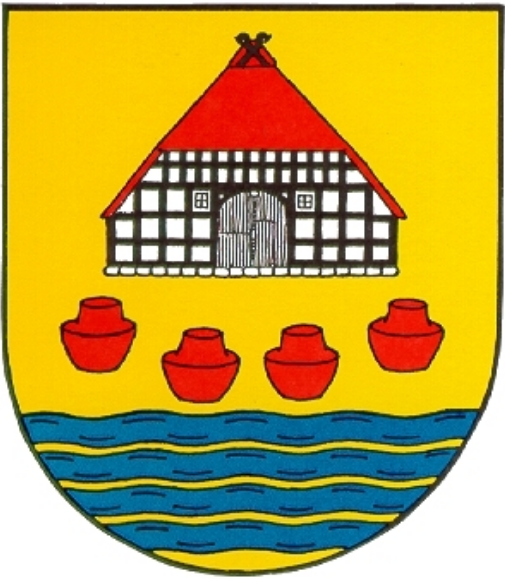
Gemeinde Hemsbünde (Details)
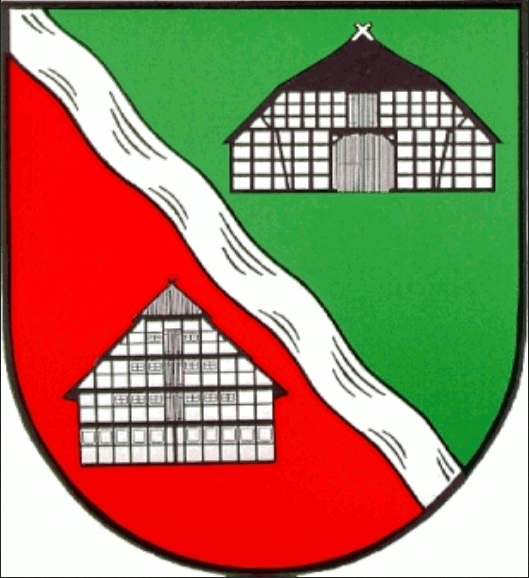
Gemeinde Hemslingen (Details)
Gemeinde Hepstedt
Gemeinde Hipstedt
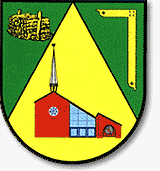
Gemeinde Horstedt (Details)
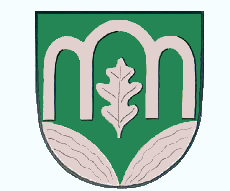
Gemeinde Kalbe
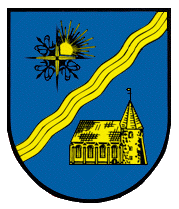
Gemeinde Kirchtimke (Details)
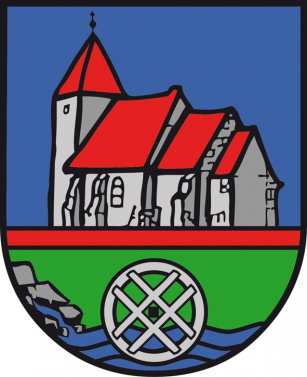
Gemeinde Kirchwalsede (Details)
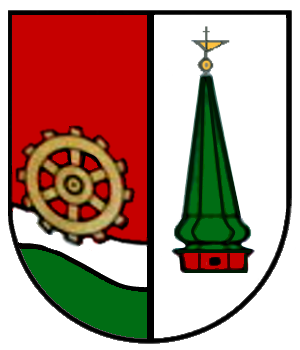
Gemeinde Klein Meckelsen
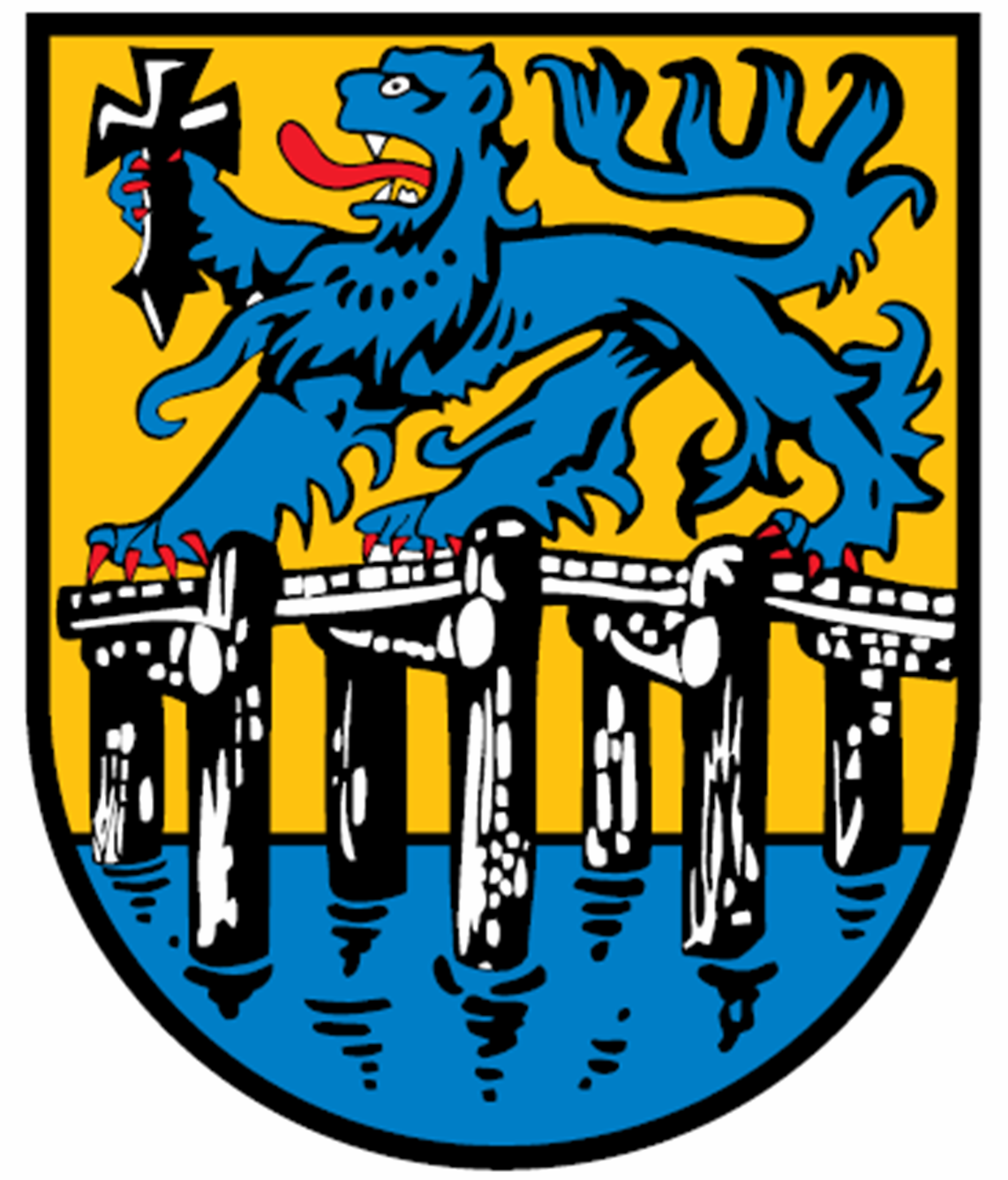
Gemeinde Lauenbrück (Details)
Gemeinde Lengenbostel
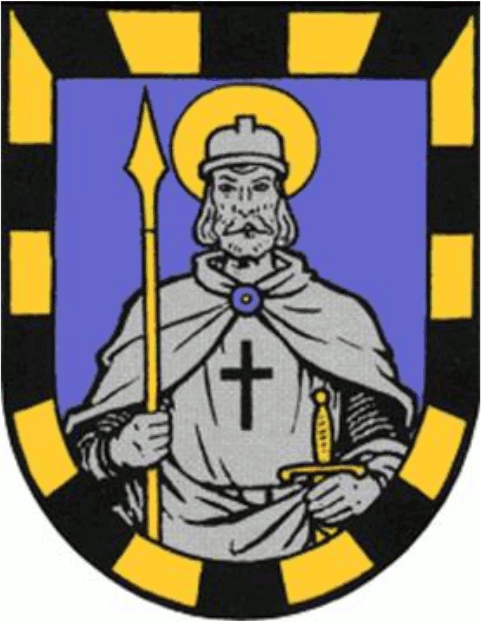
Gemeinde Oerel
Gemeinde Ostereistedt
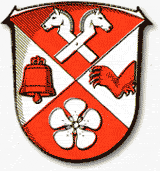
Gemeinde Reeßum (Details)
Gemeinde Rhade
Kreisstadt Rotenburg (Wümme)
Gemeinde Sandbostel (Details)
Gemeinde Scheeßel
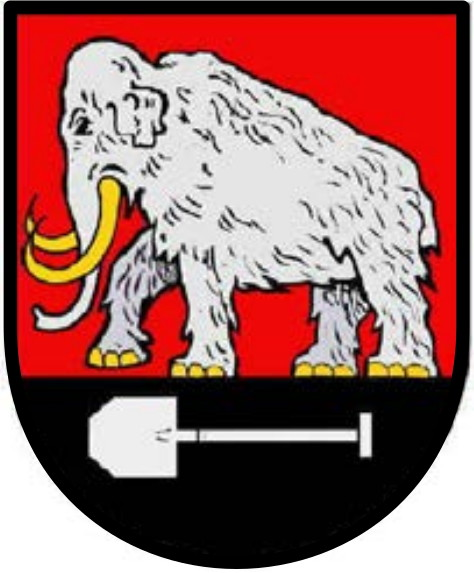
Gemeinde Seedorf
Gemeinde Selsingen (Details)
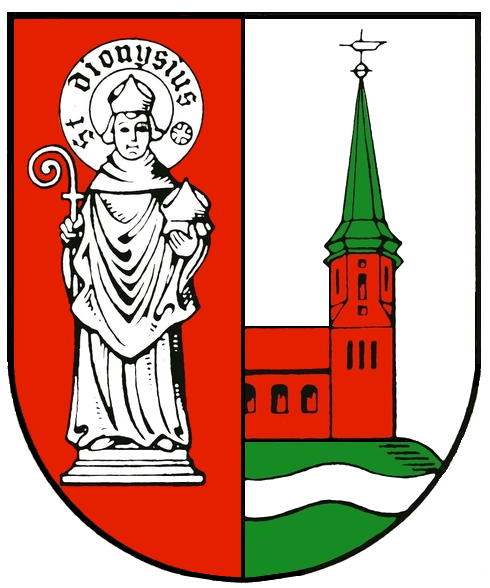
Gemeinde Sittensen (Details)
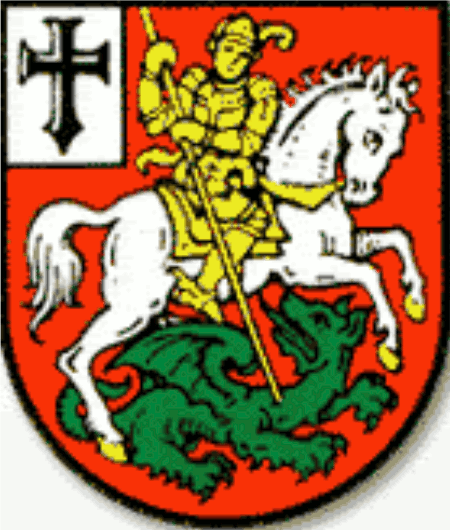
Gemeinde Sottrum
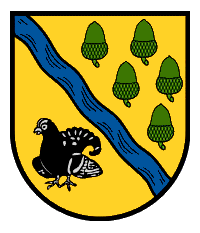
Gemeinde Stemmen (Details)
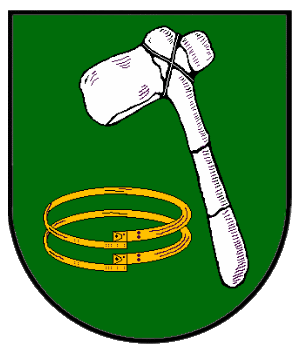
Gemeinde Tarmstedt (Details)
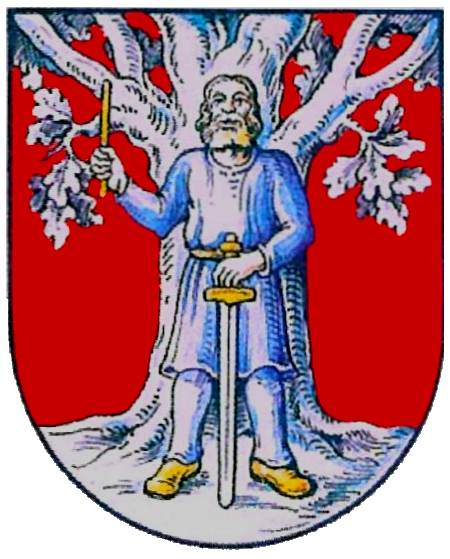
Gemeinde Tiste
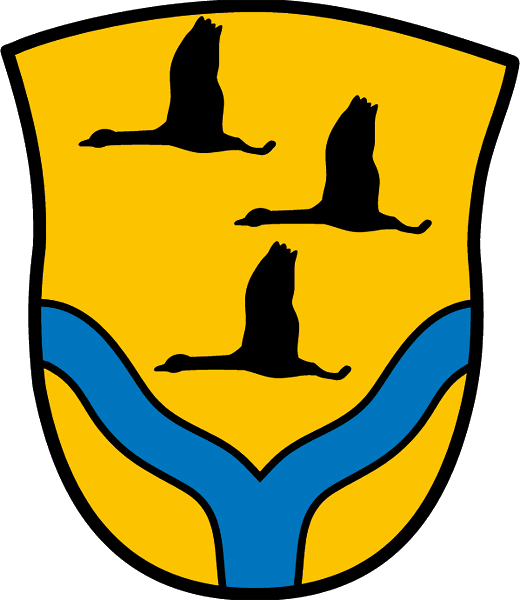
Gemeinde Vahlde
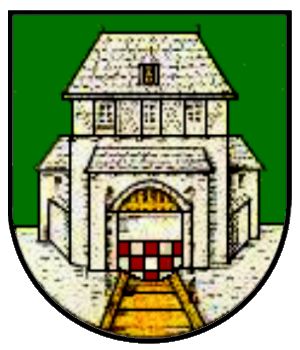
Gemeinde Vierden
Stadt Visselhövede (Details)
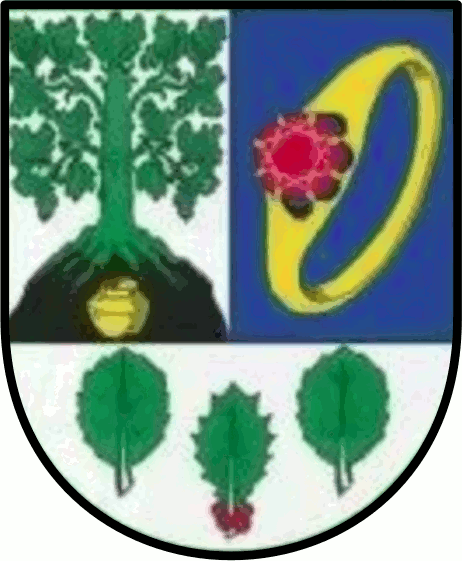
Gemeinde Vorwerk
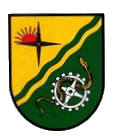
Gemeinde Westertimke
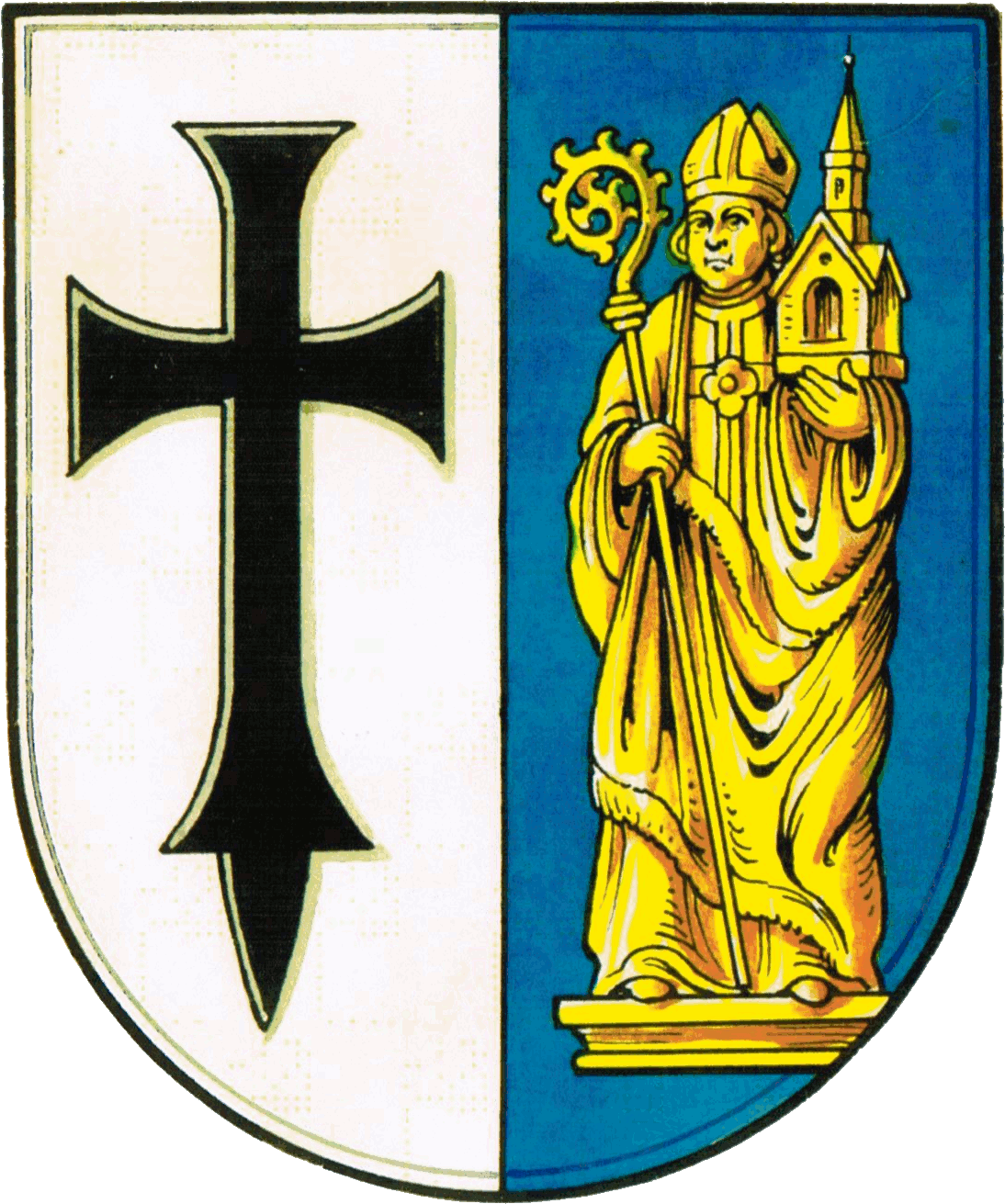
Gemeinde Wilstedt (Details)
Stadt Zeven

Folgende Gemeinden führen kein Wappen:
- Bothel
(lt. Hauptsatzung kein Wappen)
- Brockel
- Wohnste
- Westerwalsede

## Ehemalige Landkreise

Landkreis Bremervörde

## Ehemals selbständige Gemeinden

### Heutige Stadt Bremervörde

Ortsteil Bevern der Stadt Bremervörde
Ortsteil Elm der Stadt Bremervörde
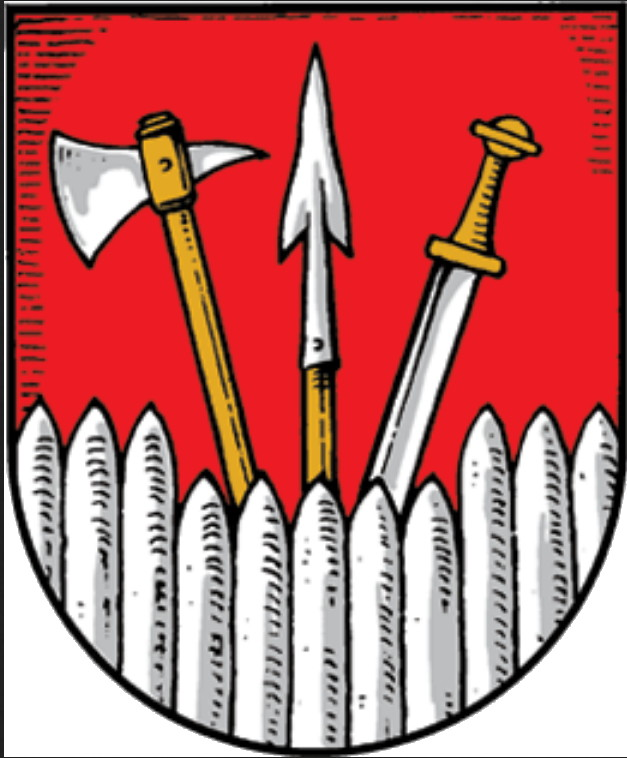
Ortsteil Hesedorf der Stadt Bremervörde
Ortsteil Hönau-Lindorf der Stadt Bremervörde
Ortsteil Iselersheim der Stadt Bremervörde
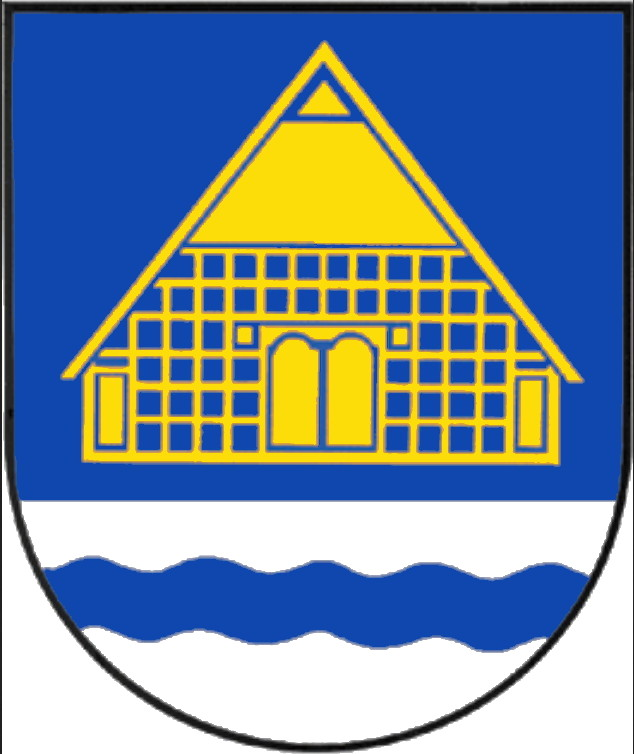
Ortsteil Mehedorf der Stadt Bremervörde
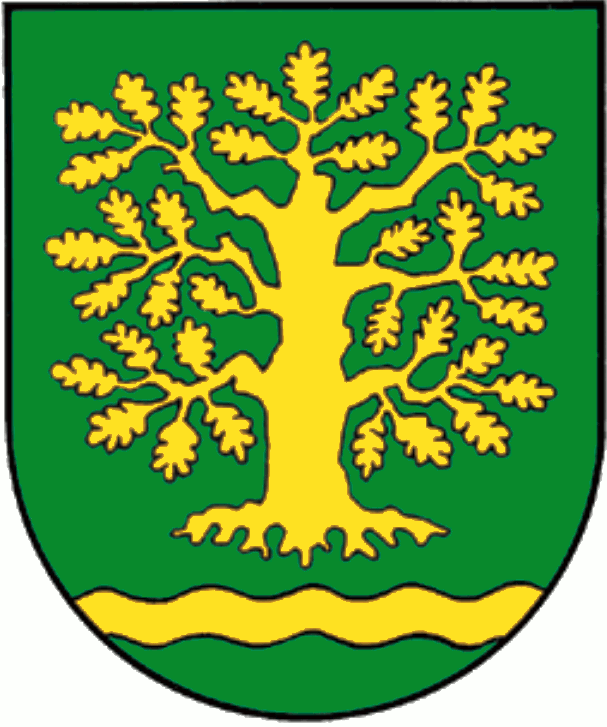
Ortsteil Minstedt der Stadt Bremervörde
Ortsteil Nieder Ochtenhausen der Stadt Bremervörde
Ortsteil Ostendorf (Bremervörde) der Stadt Bremervörde
Ortsteil Plönjeshausen der Stadt Bremervörde
Ortsteil Spreckens der Stadt Bremervörde

### Heutige Gemeinde Gnarrenburg

Ortsteil Fahrendorf der Gemeinde Gnarrenburg
Ortsteil Kuhstedtermoor der Gemeinde Gnarrenburg
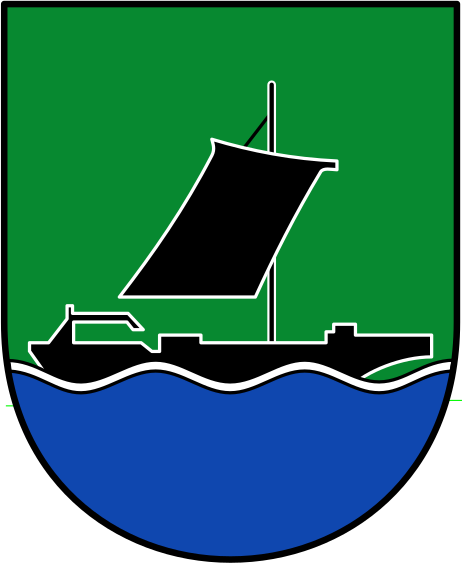
Ortsteil Augustendorf der Gemeinde Gnarrenburg
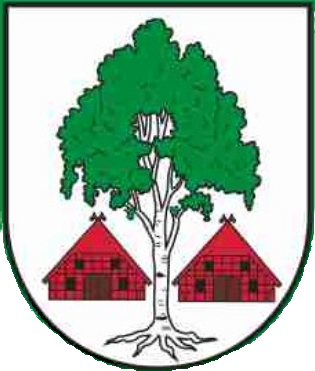
Ortsteil Barkhausen der Gemeinde Gnarrenburg
Ortsteil Brillit der Gemeinde Gnarrenburg
Ortsteil Findorf der Gemeinde Gnarrenburg
Ortsteil Glinstedt der Gemeinde Gnarrenburg
Ortsteil Gnarrenburg der Gemeinde Gnarrenburg
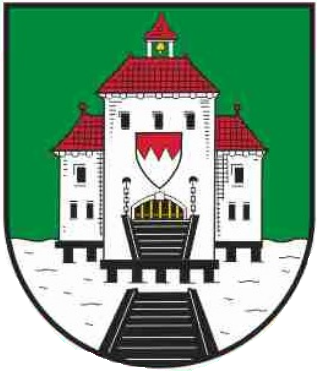
Ortsteil Karlshöfen der Gemeinde Gnarrenburg
Ortsteil Klenkendorf der Gemeinde Gnarrenburg
Ortsteil Kuhstedt der Gemeinde Gnarrenburg
Ortsteil Langenhausen der Gemeinde Gnarrenburg